# Peter Walkinshaw
Peter Walkinshaw (ur. 17 stycznia 1972) – montserracki piłkarz grający na pozycji pomocnika, reprezentant Montserratu.
Podczas eliminacji do Mistrzostw Świata 2002 Walkinshaw reprezentował Montserrat w dwóch spotkaniach; w pierwszym z nich reprezentacja Montserratu zmierzyła się z drużyną Dominikany, jednak przegrała 0-3. W meczu rewanżowym pomiędzy Dominikaną a Montserratem, Dominikana ponownie wyszła zwycięsko (mecz zakończył się rezultatem 3-1). W 57. minucie Walkinshawa zmienił Elton Williams.